# Calendari àtic
El calendari àtic en vigor a totes les ciutats de l'Àtica, va ser el que es va fer servir durant tota l'antiguitat clàssica (segles VIII aC al IV aC), però que encara estava en ús al segle II com així ho demostra el fet de posar el nom de l'emperador romà Hadrià a un dels mesos. Aquest va ser el més conegut dels calendaris grecs. Era de tipus lunisolar i precisava per ajustar els comptes lunars amb els solars d'un mes intercalar cada diversos anys.

La vida dels atenencs depenia de la consulta d'altres dos calendaris: el de les obligacions polítiques dels ciutadans i el calendari astronòmic.

## Característiques
L'any atenenc es componia de 12 mesos lunars. Dotze mesos lunars (29 dies) fan un total de 348 dies, és a dir 17 dies menys del que dura un any solar. En conseqüència, es va fer un ajust amb el cicle lunar, alternant un mes de 29 dies (κοῖλοι μῆνες, koĩloi menes) i un de 30 dies (μῆνες πλήρεις, menes plếreis). Això fa un any de 354 dies, és a dir que encara resulta 11 dies menys en relació amb l'any solar. Per posar-hi remei es va intercalar un tretzè mes de 30 dies després de cada segon any lunar. És el que s'anomena un cicle «trierètic». A cada any de 13 mesos se l'anomena «embolístic», nom que rep precisament del mes que és afegit.
Trobant l'any en endavant massa lent en relació amb el cicle lunar, s'aplicà una altra correcció al segle v aC, la del cicle «octaetèric». En aquest sistema, el mes intercalar és inserit en un cicle de vuit anys: aquest període de vuit anys, compta amb tres anys de tretze mesos: el tercer, el cinquè i el vuitè any.
Altres cicles han estat igualment considerats en el curs de la història atenenca. Així, Metó d'Atenes, sota Pèricles, posà a punt un cicle de 19 anys (vegeu cicle metònic). Lip de Cízic, al segle iv aC, inventà per la seva banda el cicle de 76 anys.

## Mes del calendari
Aquesta noció de cicle, i sobretot el fet d'intercalar un mes suplementari, fan impossible coincidir de manera absoluta els mesos atenencs i els del calendari gregorià, utilitzat actualment a la major part del món. De fet, la diferència pot de vegades representar un mes sencer. En canvi, és fàcil fer coincidir els mesos atenencs amb les estacions.
Els noms dels mesos estan units a les divinitats gregues o a les festes religioses perquè el principal objectiu del calendari era saber quan fer els honors als déus i així no ofendre'ls. Algunes d'aquestes festes en honor dels déus estaven relacionades amb les activitats agrícoles que era el segon objectiu del calendari, indicaven per exemple quan començar a sembrar o quan collir amb el favor dels déus. Jane Ellen Harrison, va assenyalar que si bé alguns, encara que no tots els festivals van donar el seu nom al mes en què se celebraven, amb l'única excepció de la Dionísia, cap dels festivals tenia un nom que derivés directament del nom d'un dels déus Olímpics.Més aviat, el nom del mes està relacionat amb un epítet o aspecte del déu, per exemple Maimakterion ve de "Zeus l'irat" i Metageitnion ve d'"Apol·lo el colonitzador".
Algunes festivitats com la Pyanepsia, la Thargelia o la Skira eren relativament importants, però en canvi no es veuen reflectides en el nom dels mesos. En canvi sí que van influir dues festivitats importants a la ciutat d'Atenes: la Gran Dionísia (celebrada al mes novè, Elaphebolion) i la Panathenaia (indirectament reconeguda en el mes primer Hekatombaion, nomenat així per l'hekatombe, el sacrifici de deu bous). De vegades manca informació sobre la festivitat que va originar el nom del mes, és el cas del Metageitnion, en honor d'Apol·lo, un culte que no se sap en què consistia. El mateix passa amb els mesos 5è i 6è, Maimakterion i Poseideon.
L'any comença a prop de l'equinocci de la tardor.
| CALENDARI ÀTIC         |                           |                                                              |                |                     |                                        |
| Nom                    | Nom grec                  | Significat                                                   | Durada         | Equivalent (aprox.) | Festes principals                      |
| ESTIU                  |                           |                                                              |                |                     |                                        |
| Hecatombeó             | Ἑκατομβαιών Hekatombaiốn  | «el mes de la festa de l'hecatombe»                          | 30 dies        | juliol              | festes de la Pau, Sinoikía, Panatenees |
| Metagitnió             | Μεταγειτνιών Metageitniốn | «el mes de la festa de les mudances»                         | 29 dies        | agost               |                                        |
| Boedromió              | Βοηδρομιών Boêdromiốn     | «el mes de les Boedròmies»                                   | 30 dies        | setembre            |                                        |
| TARDOR                 |                           |                                                              |                |                     |                                        |
| Pianepsió              | Πυανεψιών Puanépsiốn      | «el mes de les Pianèpsies»                                   | 30 dies        | octubre             | Epitafis                               |
| Memacterió             | Μαιμακτηριών Maimakteriốn | «el mes de Zeus Memacta (l'impetuós)»                        | 29 dies        | novembre            |                                        |
| Posideó                | Ποσειδεών Poseideốn       | «el mes de Posidó»                                           | 29 dies        | desembre            | Dionísia rural                         |
| El mes intercalar      |                           |                                                              |                |                     |                                        |
| Posideó ΙΙ o Hadrianió | δεύτερος ou ὕστερος       | va canviar de nom al segle II en honor de l'emperador Hadrià | desembre-gener | 30 dies             |                                        |
| Posideó ΙΙ o Hadrianió | Ἁδριανιών\|               | va canviar de nom al segle II en honor de l'emperador Hadrià | desembre-gener | 30 dies             |                                        |
| HIVERN                 |                           |                                                              |                |                     |                                        |
| Gamelió                | Γαμηλιών/ Gameliốn        | «el mes de les noces»                                        | 30 dies        | gener               | Lenees                                 |
| Antesterió             | Ἀνθεστηριών Anthestêriốn  | «el mes de les flors», en honor de Dionís                    | 29 dies        | febrer              | Antestèria                             |
| Elafebolió             | Ἑλαφηβολιών Elaphêboliốn  | «el mes d'Àrtemis Elafiea (caçadora de cérvols)»             | 30 dies        | març                | Dionísia urbana                        |
| PRIMAVERA              |                           |                                                              |                |                     |                                        |
| Muniquió               | Μουνιχιών Mounikhiốn      | «el mes d'Àrtemis Muníquia (de la ciutat de Muníquia)»       | 29 dies        | abril               |                                        |
| Targelió               | Θαργηλιών Thargêliốn      | «el mes de la Targelia, en honor d'Àrtemis i Apol·lo»        | 30 dies        | maig                | Targèlia                               |
| Esciroforió            | Σκιροφοριών Skirophoriốn  | «el mes de l'Escirofòria» en honor d'Atena »                 | 29 dies        | juny                | Escirofòria                            |

Hi havia calendaris a les ciutats jòniques de l'Àsia Menor que compartien els noms dels mesos del calendari àtic. Per exemple, a Milet quatre mesos es deien igual: Targelió, Metagitnió, Boedromió i Pianepsió, i aquest darrer fins i tot ocupava la mateixa posició com a mes quart. Moltes d'aquestes ciutats jònies havien sigut fundades per colons àtics (al voltant del 1050 aC), cosa que explica aquest fet.

## Dies del mes
Cada mes se suposa que començava amb la lluna nova. En conseqüència, el primer dia es deia νουμηνία (noumênía, «lluna nova») i l'últim, ἔνη καὶ νέα (éni̱ kaì Néa, «la vella i la nova»).
Cada mes estava compost de tres δέκας (decas, «grup de deu»):
1. Μηνὸς ἱσταμένου (o ἀρχομένου) istamenou (o arkhoménou), que vol dir «la decas del mes que comença»;
2. Μηνὸς μεσοῦντος, mesoũntos, «la decas de meitat del mes»;
3. Μηνὸς φθίνοντος, phthínontos, «la decas de final del mes».

Els dies, llevat del primer i del darrer del mes, tenien noms numèrics (segon, tercer, etc) fins a arribar al dia vint, la darrera dècada del mes presenta la particularitat que els seus dies estan en ordre descendent cosa que indicaven afegint una partícula al nom amb el significat «creixent» o «decreixent» en referència a les fases de la lluna.
Alguns dies estaven dedicats a una divinitat:
- Dia 2: Dedicat a Agatodèmon
- Dia 3: Dedicat a Atena
- Dia 4: Dedicat a Hèracles, Hermes, Afrodita i Eros
- Dia 6: Dedicat a Àrtemis
- Dia 7: Dedicat a Apol·lo
- Dia 8: Dedicat a Posidó i Teseu

| Dia del mes | 1a dècada           | Dia del mes | 2a dècada           | Dia del mes | 3a dècada (30 dies)       | 3a dècada (29 dies)       |
| 1           | νουμηνία (noumênía) | 11          | πρώτη (proto)       | 21          | δεκάτη (dekátê)           | ἐννάτη (hennátê)          |
| 2           | δευτέρα (deuterada) | 12          | δευτέρα (deuterada) | 22          | ἐννάτη (hennátê)          | ὀγδόη (hogdóê)            |
| 3           | τρίτη (trité)       | 13          | τρίτη (tritó)       | 23          | ὀγδόη (hogdóê)            | ἐβδόμη (hebdómê)          |
| 4           | τετάρτη (tetártê)   | 14          | τετάρτη (tetártê)   | 24          | ἐβδόμη (hebdómê)          | ἔκτη (héktê)              |
| 5           | πέμπτη (pémptê)     | 15          | πέμπτη (pémptê)     | 25          | ἔκτη (héktê)              | πέμπτη (pémptê)           |
| 6           | ἔκτη (héktê)        | 16          | ἔκτη (héktê)        | 26          | πέμπτη (pémptê)           | τετάρτη (tetártê)         |
| 7           | ἐβδόμη (hebdómê)    | 17          | ἐβδόμη (hebdómê)    | 27          | τετάρτη (tetártê)         | τρίτη (tritó)             |
| 8           | ὀγδόη (hogdóê)      | 18          | ὀγδόη (hogdóê)      | 28          | τρίτη (trité)             | ἐννάτη (hennátê')         |
| 9           | ἐννάτη (hennátê)    | 19          | ἐννάτη (hennátê)    | 29          | δευτέρα 8deuterada)       | ἔνη καὶ νέα (éni̱ kaì Néa) |
| 10          | δεκάτη (dekátê)     | 20          | δεκάτη (dekátê)     | 30          | ἔνη καὶ νέα (éni̱ kaì Néa) | _                         |

## Calendari d'obligacions amb l'estat
Tradicionalment els atenencs havien estat dividits en quatre tribus, però tot i que mai es van abolir aquestes tribus, una de les reformes clau que va portar la creació de la democràcia després de l'any 506 aC fou distribuir els ciutadans sota un nou sistema de classificació. Això es va fer per assegurar la participació de tota la comunitat. A partir de llavors el nombre deu va esdevenir la mesura emprada en democràcia: es van crear 10 districtes democràtics (un nou concepte de tribu) i també es podia veure el 10 en altres àmbits, per exemple a l'exèrcit hi havia 10 generals encarregats de guiar 10 regiments, hi havia 10 grups de magistrats per fer judicis, 10 tresorers de la Lliga Dèlia, etc.
Aquesta ordenació per desenes va afectar també al calendari. Cada tribu contribuïa anualment aportant 50 membres al consell dels 500 (boulé) que eren els principals administradors de la ciutat. Una desena part de l'any cada grup d'aquests 50 assumia el control, un terç dels quals estaven presents a la cambra del consell que feia de comitè executiu de l'estat. Aquesta part de l'any en què assumien les obligacions de govern s'anomenava πρυτάνεις prytaneis o "mes de l'estat". Amb la mateixa paraula es designava a les persones encarregades de governar durant aquest període o pritans.
Al segle v, el calendari era de base solar amb un total de 365 o 366 dies i ja no es prestava molta atenció a les fases de la lluna. Per tal de fixar els prytaneis al calendari, l'any es va dividir en sis mesos de 37 dies seguits de quatre mesos de 36 dies.

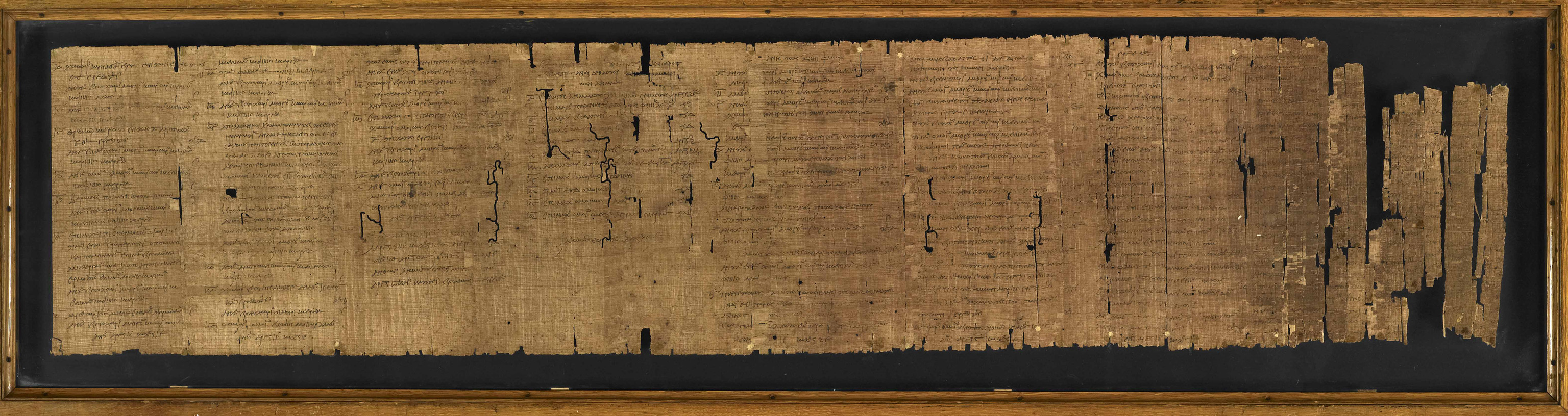
A la Constitució dels atenencs,(actualment a la British Library) es descriu la durada dels mesos.

L'any polític i l'any religiós no havien de coincidir necessàriament. L'any polític començava 15 dies després de la festa del començament d'any segons el calendari religiós. Se sap que això va funcionar així des del 420, però es desconeix si aquesta disparitat va estar des del començament de l'adopció del 10 com a mesura organitzativa de la democràcia.
Això no obstant, l'any 407 aC els dos calendaris es van sincronitzar perquè comencessin i acabessin els mateixos dies. A partir de llavors, com així està descrit al text de la Constitució dels atenencs (segle iv), l'any cívic quedava distribuït de la següent manera:
- Del mes primer al mes quart: durada de 36 dies (39 en els anys de traspàs?)
- Del mes cinquè fins al desè: durada de 35 dies (38 en els anys de traspàs?)

Els anys en què s'afegia un mes intercalar en el calendari religiós, els mesos del calendari polític probablement duraven 39 i 38 dies, per tal de mantenir l'equilibri entre les tribus. Tot i que és molt probable que fos així, no s'ha trobat cap prova que ho demostri.
Durant el període macedoni (307/306 – 224/223 aC), les tribus i els prytaneis van passar a ser dotze. Els sis primers prytaneis tenien 30 dies i els altres sis només 29, amb un dèficit d'11 dies respecte de l'any solar, cosa que es compensava amb un any intercalar format per mesos de 32 dies amb el resultat d'alguns dies d'excés (384=12x32).
En el període 13è de la tribu dels Phylai (224/223 – 201/200 aC), era d'esperar que amb un any intercalar els prytaneis i els mesos coincidirien i que en un any ordinari l'any conciliar s'ajustaria amb tres prytaneis de 28 dies seguits de deu anys amb prytaneis de 27 dies, però hi ha proves consistents que demostren que el primer prytaneis va tenir 27 dies.
Aquests "mesos polítics", a diferència dels mesos del calendari religiós, no tenien nom propi, sinó que es designaven amb un numeral en referència al número assignat a la tribu que presidia (el qual es triava per sorteig a l'acabament del període de la tribu governant en curs).
Una de les principals funcions del calendari civil era el de situar les quatre dates de reunió de l'assemblea que s'havien de fer a cada prytaneis. Sempre que fos possible aquestes reunions no havien de coincidir amb dies festius (del calendari religiós) ni amb el dia d'inici del mes. Com a resultat, les reunions es concentraven lleugerament cap al final del mes i es veien obligades a esquivar especialment les festivitats més importants.
En els documents d'estat d'aquesta època es poden trobar dates escrites de la següent manera: "el dia 33 del tercer prytaneis, el de la tribu dels Erechtheis."

## Manipulació del calendari
A la pràctica el calendari àtic es modificava segons conveniències polítiques o militars. Estava sota el control de magistrats que no tenien coneixements d'astronomia. Quines condicions calia per modificar-lo és tema de controvèrsia entre els estudiosos. Alguns autors creuen que si alguna festivitat queia en un dia que calia fer una assemblea, llavors s'introduïa un dia en aquell mes de manera que hi havia dos dies amb el mateix nom.
Hi ha clares evidències que així és com es va fer més endavant. A Atenes l'any 271 aC, just abans de la Gran Dionísia es van inserir quatre dies entre el dia 9 de l'Elaphebolion i el 10. Probablement va ser per guanyar temps per als preparatius dels actes de la festivitat. Una anècdota semblant va passar al segle v aC però a Argos: els argolis van enviar una expedició a lluitar durant el mes de Karneios els dies que la religió prohibia guerrejar; llavors els argolis van proposar deixar el calendari en suspens afegint uns dies de guerra abans de declarar arribats els dies festius, però els seus aliats es van oposar a això i van marxar cap a casa.
Els núvols, una comèdia escrita el 423 aC per Aristòfanes, conté un diàleg en què s'expressa una queixa de la lluna: els atenencs havien estat jugant amb els mesos "movent-los amunt i avall" per la qual cosa l'activitat humana i l'ordre diví estaven completament fora d'ordre. "Quan hauríeu d'estar oferint sacrificis, al seu lloc esteu jutjant i torturant". Al segle ii aC es va donar una situació així, el calendari religiós estava tan dessincronitzat en relació als cicles de la lluna que la data lunisolar es donava acompanyada de dues explicacions una "segons els déus" observant la fase lunar i l'altra "segons els arconts", en relació al que indicava el calendari desfasat.[

## Datació d'esdeveniments
El calendari modern, permet datar esdeveniments presents passats i futurs amb només indicar el dia, el mes i l'any. El calendari àtic tan sols estava pensat per situar esdeveniments presents i no tenia com a objectiu formar part d'una seqüència d'anys.
En la majoria de ciutats gregues el nom del magistrat governant era emprat per identificar l'any, en el cas d'Atenes era l'arcont epònim. És a dir que en lloc de localitzar els anys per un número, es consultava la llista de governants i en la datació es posava: "quan X era arcont".
Els anys es podien agrupar en cicles de quatre anys, ja que era el període d'espera per celebrar els jocs panateneus.

## Calendari astronòmic

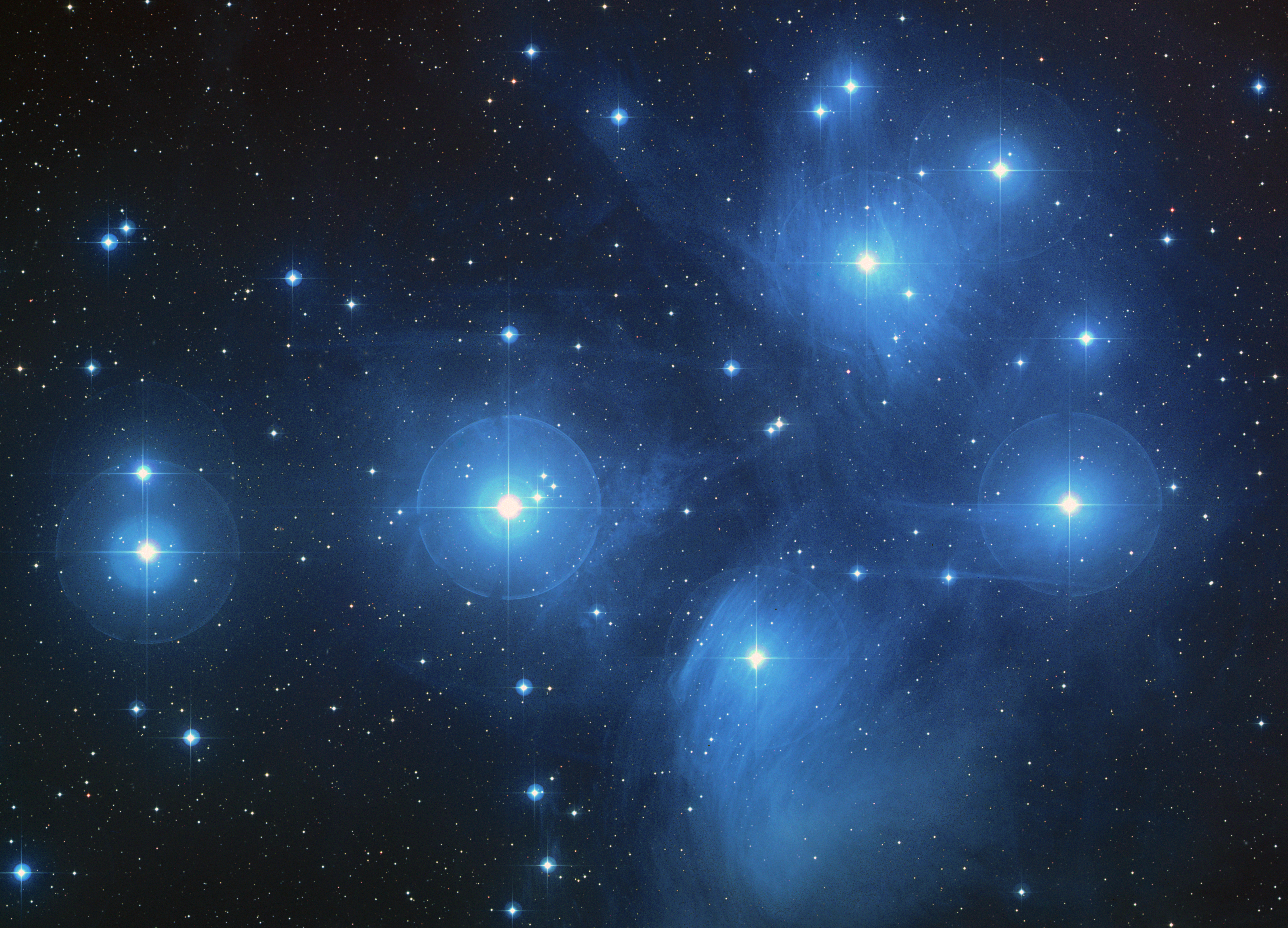
Els parapegmas indicaven quan observar el cel nocturn, en aquesta imatge les Plèiades, una constel·lació que marcava el final de la primavera

Un tercer calendari marcava la vida dels atenencs i era el que regulava les activitats econòmiques que depenien de les estacions. Aquest calendari depenia de l'estudi de l'aparició dels astres en el cel nocturn terrestre i en el moment de la seva posta, fets que varien segons l'estació de l'any. Hi havia diferents estrelles vinculades a les tasques agrícoles: Hesíode en la seva obra Treballs i dies, instava els pagesos a fer la collita quan les Plèiades fossin visibles sobre l'horitzó (un fet que normalment es relaciona amb el final de la primavera).
Els grecs no consideraven que l'any estigués dividit en quatre estacions, sinó que pensaven que la tardor i la primavera eren petis apèndix de dues estacions: l'hivern i l'estiu. Per situar aquestes divisions calia observar la sortida i la posta d'estrelles en relació als equinoccis; per exemple l'hivern en un text de medicina estava definit com el període entre l'ocàs de les Plèiades i la primavera.
Tradicionalment feien servir una mena d'almanac escrit en pedra o en fusta que anomenaven parapegmas on constava el llistat d'esdeveniments astronòmics que calia observar i en quina feina humana influïen. Podien estar exposats en llocs públics, com l'àgora de la ciutat. A diferència del calendari religiós o l'estatal, no hi havia possibilitat de modificar-lo a conveniència, per aquest motiu la datació que va fer servir Tucídides, basant-se en l'estrella Arcturus, és totalment fiable i té l'avantatge de no haver de dependre de l'acostumada confusa citació d'un governant.